# Râșca (Suceava)
Pour les articles homonymes, voir Râșca.
Râșca est une commune roumaine située dans le județ de Suceava.